# Theropithecus oswaldi
Theropithecus oswaldi — викопний вид приматів з родини мавпові (Cercopithecidae). Він є родичем сучасного виду гелада (Theropithecus gelada). Вид існував у ранньому та середньому плейстоцені, 2,6-0,5 млн років тому. Скам'янілі рештки знайдені в Кенії, Ефіопії, Танзанії, Південній Африці, Іспанії, Марокко і Алжирі. За останніми даними Гібралтарську протоку вони перетнули близько 0,9-0,85 млн років тому.